# Josep Verde i Aldea
Josep Verde i Aldea (català: Josep Verde)  (Granollers, 3 de novembre de 1928 - Barcelona, 2 de febrer de 2017) va ser un polític socialista català. Com a parlamentari va ser membre de la Comissió dels Vint que redactà l'avantprojecte d'Estatut d'Autonomia de Catalunya de 1979.

## Inicis
Neix a Granollers, Vallès Oriental l'any 1928. Fill d'un carabiner d'origen sorià destinat a Portbou que fou degradat pel franquisme per la seva fidelitat a la república. Durant la guerra civil espanyola fou enviat a França per evitar-li els bombardejos.
Durant la seva joventut va estar vinculat amb el teixit associatiu i cultural de Granollers, participant en la fundació de l'Associació Cultural. Va treballar també en la revista Acció Catòlica i amb activitats organitzades pel Centre Catòlic de la ciutat. Posteriorment també col·laboraria escrivint a la Revista del Vallès i, ja fora de l'àmbit local, amb la revista Destino.

## Trajectòria durant el franquisme[4]
Es llicencià en dret a la Universitat de Barcelona i destacà per la seva activitat dins del catolicisme progressista. Entre 1959 i 1960 es va traslladar a Luxemburg per a especialitzar-se en dret comparat. El 1969 ell i la seva família es traslladen a Barcelona ja que les seves relacions professionals a la capital són cada vegada més constants. Va ser professor de Ciències Polítiques a l’Institut d’Estudis Socials de Barcelona entre els anys 1969 i 1975. L’any 1972 va fundar el Grup Cristià de Promoció i Defensa dels Drets Humans a Barcelona i fou membre actiu de Justícia i Pau. Com a advocat defensà sovint acusats davant el Tribunal d'Ordre Públic. Va ser, també, professor de l'Institut Catòlic d'Estudis Socials de Barcelona ICESB.
El 1974 es va integrar en el Reagrupament Socialista i Democràtic de Catalunya, que transformat després en PSC-Reagrupament, del qual fou secretari general a la mort de Josep Pallach el 1977.

## L'etapa democràtica[6]
A les eleccions generals espanyoles de 1977 fou escollit diputat dins del Pacte Democràtic per Catalunya. La reflexió sobre els mals resultats obtinguts pel seu partit dins la coalició (4 diputats i cap senador) feu que fos un dels impulsors de la unitat socialista a Catalunya, i afavorí la incorporació del seu partit en el nou Partit dels Socialistes de Catalunya (PSC) (197).
L'any 1978 va ser membre de la Comissió dels Vint que redactà al parador de Sau, les Masies de Roda l'avantprojecte d'Estatut d'Autonomia de Catalunya de 1979.
Ha estat secretari de relacions polítiques de la Comissió Executiva i del Consell Nacional del PSC i fou elegit diputat al Congrés per Barcelona a les eleccions generals espanyoles de 1979 i les de 1982, on ocupà una de les vicepresidències del Congrés de diputats.
Va ser membre de l'Assemblea Parlamentària del Consell d'Europa del 1979-1986, i en fou vicepresident del 1983 al 1986. El desembre de 1985 va ser designat eurodiputat al Parlament Europeu per les Corts Espanyoles i a les eleccions de 1987 fou elegit diputat al Parlament Europeu, del qual fou vicepresident del 1992 al 1999. Fou membre destacat de la Delegació del Parlament Europeu en els estats de l'antiga URSS. Fou membre també del Buró de la Unió de Partits Socialistes de la Unió Europea.
Del 200 al 2006 va presidir el Consell Català del Moviment Europeu.
L'any 2011 fou guardonat amb la Creu de Sant Jordi de la Generalitat de Catalunya com a reconeixement a la tasca dels primers diputats catalans al Parlament Europeu.
Va morir el 2 de febrer de 2017.

## Publicacions seleccionades
- Los derechos humanos y las Comunidades Europeas.  Madrid: Fundación Pablo Iglesias, 1989.
- Tractats i Constitucions per a Europa de 1945-2004.  Barcelona: Ed. Mediterrània, 2007.
- Petita història de la vida associativa a Canovelles.  Barcelona: Ed. Mediterrània, 2001.